# Clemente de la Cuadra
Clemente de la Cuadra y Gibaxa (Ampuero, 1802-Utrera, 7 de febrero de 1873) fue un empresario y político español, alcalde de la localidad sevillana de Utrera durante la Década Moderada. Tras emigrar a América desde su Cantabria natal, sus actividades comerciales, ganaderas y mineras en México le reportaron una gran fortuna.

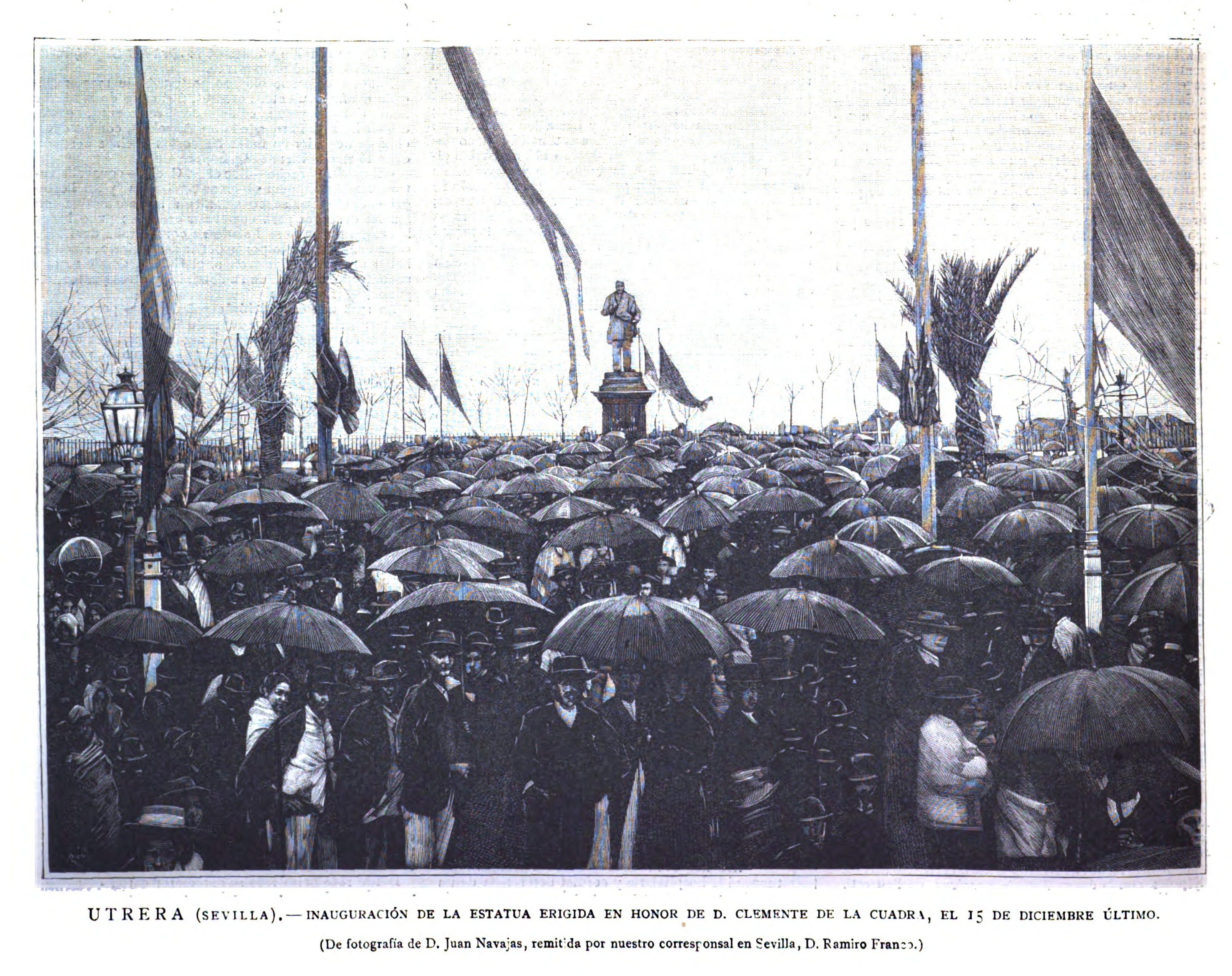
Inauguración el 15 de diciembre de 1890 de un monumento en homenaje de Clemente de la Cuadra en Utrera en un grabado publicado en La Ilustración Española y Americana

Regresó de Hispanoamérica después de la batalla de Ayacucho de 1825. De ideología progresista, se le describía como «un hombre de espíritu emprendedor» que «confiaba en la cultura como el único instrumento capaz de transformar al hombre», y se le consideraba un representante de la Revolución burguesa levantada en los Virreinatos Hispanoamericanos.
Su etapa al frente del Ayuntamiento de Utrera estuvo comprendida entre el 14 de marzo de 1844 y el 12 de enero de 1846. Entre sus actuaciones como regidor municipal destacan la transformación del convento de San Francisco en colegio público, la construcción de un nuevo edificio en la plaza del Altozano y el traslado a este de la sede del consistorio, la construcción de una nueva cárcel, la construcción del primer mercado de abastos de la ciudad y la organización de una Guardia Rural de carácter local.